# Gherardello da Firenze
Gherardello da Firenze (tudi Niccolò di Francesco), italijanski skladatelj, * med 1320 in 1325, † 1362 ali 1363, Firence. 
Gherardello je skladatelj obdobja trecento, sicer pa eden prvih skladateljev t. i. italijanske ars nove.
Rojen je bil v glasbeni družini (tudi njegov sin Giovanni in brat Jacopo sta bila skladatelja, vendar njuna glasba ni ohranjena). Kraj njegovega rojstva so bile verjetno Firence, kjer je tudi preživel večino svojega življenja.
Omenjen je v spisih (iz leta 1343) florentinske stolnice Santa Reparata (ki je stala na mestu današnje stolnice Santa Maria del Fiore. Postal je duhovnik in med letoma 1345 in 1351 - v času, ko je v mestu razsajala kuga - služil kot kaplan omenjene cerkve. Okrog leta 1351 se je pridružil benediktinskemu redu v opatiji Vallombrosa, 30 km oddaljeni iz Firenc. 
Drugi biografski podatki o Gherardellu niso znani; datum njegove smrti je domneven, na podlagi soneta, napisanega leta 1362 ali 1363, ki objokuje Gherardellovo smrt.

## Glasba
Čeprav je bil Gherardello v svojem času priznan skladatelj cerkvene glasbe, se je ohranilo le malo njegovih del. Njegovi Gloria in Agnus dei predstavljata pomembno zapuščino peščice preživelih italijanskih glasbenih del pred letom 1400. Stil njegovih dveh mašnih stavkov je podoben dvoglasnim madrigalom, čeprav je glasba čustveno malo bolj zadržana.
Njegova posvetna glasba je preživela v večji meri: 10 dvoglasnih madrigalov, 5 enoglasnih balad in njegovo najbolj znano delo: troglasna caccia »Tosto che l'alba«. Večino njegove ohranjene glasbe vsebuje kodeks Squarcialupi, čeprav jo je moč najti tudi v več drugih toskanskih rokopisih.